# Patrick Guzzo
Patrick Guzzo (Ottawa, 14 oktober 1917 - Ottawa, 16 januari 1993) was een Canadees ijshockeyer. 
Guzzo mocht deelnemen aan de Olympische Winterspelen 1948. Guzzo speelde mee in alle acht de wedstrijden en trof vijfmaal doel. Met de Canadese ploeg won Guzzo de gouden medaille.